# Іммісмей
Іммісмей Понтійській Величний (*168 — †98) — останній цар сарматів та єдиний чоловік Асалії Массагетської — цар сарматської держави з 121 р.до.н. е., син Амаги, за якого сармати змішалися із скіфами, гунами, та потім занепали . Його поховання знайдено в печері на Вінниччині.

## Діяльність
Вперше згаданий як син цариці Амаги близько 149 р.до.н. е. при посольстві массагетських послів про одруження юного царевича на донці масагетського короля.